# Notoperla fasciata
Notoperla fasciata är en bäcksländeart som beskrevs av Mclellan 2006. Notoperla fasciata ingår i släktet Notoperla och familjen Gripopterygidae. Inga underarter finns listade i Catalogue of Life.